# Alfonso Piccolomini Todeschini
Alfonso Piccolomini Todeschini (Acquapendente, 1558 – Firenze, 16 marzo 1591) è stato un condottiero italiano.

## Biografia
Famoso bandito ai suoi tempi, soprannominato il re della Maremma, fu discendente dalla nobile famiglia senese Piccolomini. Per le numerose rapine commesse nello Stato Pontificio, nel 1583 fu scomunicato da papa Gregorio XIII e i suoi beni furono confiscati. Il Granduca Francesco I di Toscana, che protesse Alfonso e lo utilizzò per combattere i suoi avversari, lo aiutò a evitare l'arresto e lo mandò in Francia. Dopo otto anni, Alfonso tornò in Toscana con un distaccamento di mercenari e stabilì contatti con i nemici della casata dei Medici. Stabilitosi nell'Altopiano Pistoiese, iniziò una guerriglia con il granduca Ferdinando e con il Papa. Approfittando della scarsa messe del 1590, cominciò ad incitare il popolo alla rivolta, raccogliendo intorno a sé molti insoddisfatti.
Mantenne i contatti con le guarnigioni spagnole della regione del Presidium, probabilmente da lì ricevendo aiuto per combattere i Medici. Tuttavia, le truppe del Piccolomini, non avvezzi alla vera guerra, invece di attaccare Siena e la Maremma senese, furono impegnati in incursioni, disperdendo le loro forze. Ciò permise alle milizie pontificie e alle truppe del Granduca di prendere l'iniziativa. Il 5 gennaio 1591, nei pressi di Forlì, Alfonso fu catturato a seguito di tradimento e il 16 marzo successivo fu impiccato a Firenze.

## Discendenza
Nel 1573 sposò Ippolita Pico della Mirandola (1554–1623), figlia di Ludovico II Pico della Mirandola e Renata d'Este (figlia illegittima del cardinale Ippolito d'Este). Dalla loro unione nacque una figlia:
1. Vittoria (+Roma 25 dicembre 1606), patrizia di Siena, sposò Camillo de’ Conti, Duca di Carpineto, Signore di Gorga, Maenza, Montelanico e Gavignano